# Палатијано
Палатијано (грч. Παλατιανό) је насељено место у општини Кукуш у периферији Средишња Македонија, Грчка. Према попису из 2021. године био је 31 становник.
Према бугарском географу и историчару, Василу Канчову, у Палатијану је 1900. године живело 80 Турака. Године 1924. турско становништво је принудно исељено у Турску а на њихово место се населило око 10 грчких избегличких породица. На попису из 1928. године Палатијано је имао 93 становника. Село се раније звало Сарајли.